# 沐浴水库
沐浴水库是中国山东省烟台市莱阳市境内的一座水库，位于五龙河支流蚬河中上游，建于1960年。水库正常库容为10740万立方米，平均水深为7.10米，集雨面积为455平方千米。